# Баутоле (Белуно)
Баутоле (итал. Bautole) је насеље у Италији у округу Белуно, региону Венето.
Према процени из 2011. у насељу је живело 15 становника. Насеље се налази на надморској висини од 362 м.